# Gustav Lahmeyer (Politiker)
Gustav Lahmeyer (* 7. Juli 1889 in Roßleben; † 20. April 1968 in Detmold) war ein deutscher Verwaltungsjurist und Kommunalpolitiker (DVP, NSDAP, CDU). In der Zeit des Nationalsozialismus war er von 1933 bis 1945 Oberbürgermeister der Stadt Kassel.

## Leben und Karriere
Lahmeyer war der Sohn des Fuldaer Studienrates Ludwig Lahmeyer. Er legte 1908 das Abitur am Gymnasium in Fulda ab und studierte Rechtswissenschaften an den Universitäten Freiburg, Berlin und Marburg. 1911 legte er das erste Staatsexamen ab. Sein Referendariat verbrachte er am OLG Kassel, AG Karlshafen und LG sowie der dortigen Staatsanwaltschaft in Kassel. 1920 legte er das zweite Staatsexamen ab. Er wurde zum Dr. jur. promoviert. 1915 heiratete er Helene Knöner. Aus der Ehe gingen zwei Söhne und eine Tochter hervor.
1911/12 leistete er Wehrdienst als Einjährig-Freiwilliger. 1914 bis 1918 war er Kriegsteilnehmer, zuletzt als Leutnant. 1920 wurde er Hilfsarbeiter bei der Staatsanwaltschaft und kurz darauf an der Regierung in Kassel, wo er am 10. März 1921 Regierungsassessor wurde. zwischenzeitlich war er im Kultusministerium tätig. Zurückgekehrt zur Regierung Kassel wurde er 1925 Regierungsrat.
Er wurde am 13. Juli 1925 in den Magistrat der Stadt Kassel gewählt. Ab 1. Januar 1926 wirkte er als Stadtrat und wurde ab 1. Oktober 1926 als Bürgermeister in leitender Funktion in der Stadtverwaltung tätig. 1927 wurde er Vorsitzender des Hessisch-Waldeckischen Gebirgsvereins. Lahmeyer trat zum 1. Mai 1933 der NSDAP bei (Mitgliedsnummer 1.687.722).
Nachdem am 24. März 1933 der amtierende Oberbürgermeister Herbert Stadler von Roland Freisler mit SA-Gewalt zum Rücktritt gezwungen wurde, wurde Lahmeyer als Bürgermeister vom Regierungspräsidenten mit der Fortführung der Dienstgeschäfte des Oberbürgermeisters beauftragt. Am 26. April wählte ihn die Stadtverordnetenversammlung zum neuen Oberbürgermeister.
Nach Beginn des Zweiten Weltkrieges meldete sich der fünfzigjährige Lahmeyer als ehemaliger Leutnant der Reserve zum Kriegsdienst. Er nahm an Kampfhandlungen in Frankreich, Russland und Rumänien teil und war zuletzt Kommandeur einer Artillerie-Einheit im Kaukasus. Im Oktober 1943 erkrankte Lahmeyer schwer und wurde zur Behandlung in die Heimat verlegt. Nach seiner Genesung übernahm er wieder die Amtsgeschäfte in seiner bei einem Bombenangriff am 22. Oktober 1943 schwer zerstörten Heimatstadt.
Seine Amtszeit endete, als er am 6. April 1945 durch die in Kassel einmarschierenden US-Truppen verhaftet wurde. Von seiner Entnazifizierung ist nichts bekannt.
Nach Kriegsende zog Lahmeyer nach Detmold, wo er sich ab 1949 als Mitarbeiter im Hauptverband des Deutschen Jugendherbergswerks betätigte. Von 1954 bis 1960 war Lahmeyer für die CDU Abgeordneter im Rat der Stadt Detmold und Vorsitzender des Aufsichtsrats der Lippischen Wohnungs- und Siedlungsgenossenschaft.

## Auszeichnungen
- EK 1 und 2
- Fürstlich Waldecksche Verdienstkreuz 4
- Verwundetenabzeichen i. Sch
- Kriegsverdienstkreuz 2
- Ehrenkreuz für Frontkämpfer
- Spange zum EK I und II
- Komturorden von Rumänien mit Schwertern am Bande 4
- Madalia Cruziada Impotriva Communusmus
- Goldene Nadel des NS-Fliegercorps